# Torpeda G/7
Torpeda G/7 – kontrolowana bezwładnościowo, opracowana w 1907 roku niemiecka torpeda parogazowa kalibru 500 mm, przeznaczona dla ciężkich okrętów nawodnych. Torpeda napędzana była 4-cylindrowym silnikiem z turbiną pracującą pod ciśnieniem 2428 psi, dla których rolę paliwa pełniła kerozyna. Taki układ napędowy zapewniał jej zdolność do rażenia celu nawodnego na dystansie 9800 metrów przy poruszaniu się z prędkością 27 węzłów.
Zgodnie z oficjalną niemiecką tablicą torped z 1918 roku, w torpedę G/7 w różnych wersjach, wyposażone były pancerniki typów König, Kaiser i Helgoland, krążowniki lekkie typów Königsberg, Karlsruhe, Pillau, Frankfurt, Regensburg, Stralsund, Brummer i Graudenz. Wchodziły także w skład wyposażenia krążowników liniowych SMS „Seydlitz” i SMS „Moltke”, a także krążownika lekkiego SMS „Rostock”.
Torpedy G/7 wystrzeliwane były z wyrzutni torpedowych umieszczonych na pokładzie jednostek nawodnych, jednak według niektórych źródeł oficjalnych, w torpedy tego typu wyposażone zostały także okręty podwodne typu U-19, większość jednostek typów U-43 i UC II, a także jednostki SM U-81 do SM U-162, UB-18 do UB-127 oraz wyrzutnie rufowe okrętów UC-17 do UC-79.